# Scaris bahiensis
Scaris bahiensis är en insektsart som beskrevs av Luci B. N. Coelho 1993. Scaris bahiensis ingår i släktet Scaris och familjen dvärgstritar. Inga underarter finns listade i Catalogue of Life.